# W. Earl Brown
William Earl  Brown (7 de septiembre de 1963) es un actor y guionista estadounidense que ha aparecido en varias películas y series de televisión. Es quizás más conocido como Dan Dority en la serie Deadwood. También es conocido por interpretar a Warren en There's Something About Mary y Kenny en Scream.
Es el guionista de la película Bloodworth ( Lazos de sangre en España), donde también actúa como actor secundario, y reúne a Kris Kristoferson, Val Kilmer y Hillary Duff.
Está casado con su amor de la secundaria, con quien tiene una hija.